# Costasiella kuroshimae
Costasiella kuroshimae hay còn gọi là cừu lá là một loài động vật trong họ sên biển. Chúng có hình thù giống như một con cừu non màu xanh. Chúng ăn tảo biển và có thể quang hợp. Hình ảnh sinh vật kì lạ này được lan truyền trên mạng. Chúng có thể được tìm thấy ở Nhật Bản, In-đô-nê-xi-a hay Phi-líp-pin. 

## Đặc điểm
Loài sinh vật này có thể phát triển dài đến 5mm. Loài sên này có đôi mắt sáng nhỏ và những chiếc xúc tu khiến chúng trông cứ như một con cừu trong hoạt hình. Những con sên biển này rất thích ăn tảo. Sên biển là một trong số ít những loài có thể sử dụng tảo để quang hợp. Khi chúng ăn tảo, chúng sẽ hấp thụ phần lớp diệp lục và tổng hợp chúng lại để nuôi dưỡng cơ thể thông qua một quá trình được gọi là kleptoplasty. Quá trình này chỉ xảy ra ở những loài sinh vật đơn bào. Nhờ quá trình này mà chúng được mệnh danh là loài sên mang năng lượng mặt trời.